# Waveform Audio File Format
Waveform Audio File Format (in apocope WAVE, o WAV a causa dell'estensione del nome file) è uno standard di formato digitale per file audio sviluppato da Microsoft e IBM, usato per memorizzare bitstream audio su PC. È il formato principale utilizzato sui sistemi Microsoft Windows per l'audio grezzo e non compresso; la codifica bitstream usata è il formato LPCM (Linear Pulse Code Modulation).

## Descrizione
Il WAV è una variante del formato bitstream RIFF per archiviare dati in "blocchi" (chunk), quindi è anche simile al formato 8SVX e AIFF, usati rispettivamente sui computer Amiga e Macintosh. Il file WAV è un'istanza del formato contenitore RIFF (Resource Interchange File Format) definito da IBM e Microsoft, il quale funge da wrapper per vari formati di codifica audio. A partire da Windows 2000 è stata definita l'intestazione WAVE_FORMAT_EXTENSIBLE che specifica i dati di più canali audio insieme alla posizione degli altoparlanti, eliminando l'ambiguità riguardo ai tipi di campioni e alle dimensioni dei contenitori del formato standard.
Sebbene un file WAV possa contenere anche audio compresso, il contenuto più comune è l'audio non compresso nel formato LPCM. Poiché LPCM non è compresso e conserva tutti i campioni di una traccia audio, viene spesso usato da utenti professionisti o esperti per ottenere la massima qualità.

### Limitazioni
Il formato WAV è limitato ad una dimensione file inferiore a 4 GiB, questo a causa dell'utilizzo nell'intestazione della dimensione file di un intero a 32 bit senza segno. Sebbene ciò equivale a circa 6,8 ore di audio in qualità CD (44,1 kHz, stereo a 16 bit) a volte è necessario superare questo limite, specialmente quando sono richieste frequenza di campionamento, profondità di bit o numero di canali maggiori. Esistono alcuni formati non standard, tra cui il W64 (usato in Sound Forge) e lo RF64 (introdotto dall'Unione europea di radiodiffusione) che, utilizzando un'intestazione di 64 bit, consentono tempi di registrazione molto più lunghi.

### Metadati
I file WAV possono essere contrassegnati con metadati nel blocco "INFO", inoltre possono incorporare qualsiasi tipo di metadati, inclusi ma non limitati a dati come XMP (Extensible Metadata Platform) o tag ID3.

## Popolarità
I file WAV non compressi, se paragonati ad altri formati, sono di grandi dimensioni, quindi la condivisione di questi su internet è rara. Tuttavia è un tipo di formato comunemente usato, in quanto adatto per archiviare file audio di alta qualità, per l'uso su sistemi in cui lo spazio su disco non è un vincolo, o in applicazioni come l'editing audio.
L'utilizzo del formato WAV, data la familiarità e la semplice struttura, continua ad essere diffuso in una varietà di applicazioni software, spesso funzionando anche come "minimo comune denominatore" quando si tratta di scambiare file audio tra diversi programmi e/o per la conversione diretta da digitale a digitale da un tipo di codifica a un'altra (transcoding), per esempio per la conversione da FLAC a MP3 o da APE a Opus, ecc.

## Comparazione dei codec dei file WAV
I file wav possono essere codificati con una grande varietà di codec per ridurre la dimensione dei file (per esempio i codec GSM o MP3).
Questa tabella serve a comparare la qualità audio e il tipo di compressione di file monofonici dei vari codec disponibili per i file .WAV (audio PCM non compresso) includendo: ADPCM, GSM, CELP, SBC, TrueSpeech e MPEG Layer-3.
| Formato                             | Bitrate      | 1 Min =   | Esempio              |
| ----------------------------------- | ------------ | --------- | -------------------- |
| 19 025 Hz 32 bit float              | 6,1 mb/s     | 374784 kb |                      |
| 44 025 Hz 24 bit PCM S16 LE         | 1,4 mb/s     | 86016 kb  | CD musicale standard |
| 11 025 Hz 16 bit PCM                | 176.4 kbit/s | 1292 kB   | 11k16bitpcm.wav      |
| 8 000 Hz 16 bit PCM                 | 128 kbit/s   | 938 kB    | 8k16bitpcm.wav       |
| 11 025 Hz 8 bit PCM                 | 88.2 kbit/s  | 646 kB    | 11k8bitpcm.wav       |
| 11 025 Hz µ-Law                     | 88.2 kbit/s  | 646 kB    | 11kulaw.wav          |
| 8 000 Hz 8 bit PCM                  | 64 kbit/s    | 469 kB    | 8k8bitpcm.wav        |
| 8 000 Hz µ-Law                      | 64 kbit/s    | 469 kB    | 8kulaw.wav           |
| 11 025 Hz 4 bit ADPCM               | 44.1 kbit/s  | 323 kB    | 11kadpcm.wav         |
| 8 000 Hz 4bit ADPCM                 | 32 kbit/s    | 234 kB    | 8kadpcm.wav          |
| 11 025 Hz GSM6.10                   | 18 kbit/s    | 132 kB    | 11kgsm.wav           |
| 8 000 Hz MP3 16 k                   | 16 kbit/s    | 117 kB    | 8kmp316.wav          |
| 8 000 Hz GSM6.10                    | 13 kbit/s    | 103 kB    | 8kgsm.wav            |
| 8 000 Hz Lernout & Hauspie SBC 12 k | 12 kbit/s    | 88 kB     | 8ksbc12.wav          |
| 8 000 Hz DSP Group Truespeech       | 9 kbit/s     | 66 kB     | 8ktruespeech.wav     |
| 8 000 Hz MP3 8 k                    | 8 kbit/s     | 60 kB     | 8kmp38.wav           |
| 8 000 Hz Lernout & Hauspie CELP     | 4.8 kbit/s   | 35 kB     | 8kcelp.wav           |